# مداخل بغداد

خارطة مداخل بغداد

مداخل محافظة بغداد هي سبعة منافذ برية محيطة بمحافظة بغداد، تدخل خلالها المركبات القادمة من خمس محافظات، محافظة صلاح الدين شمالاً، ومحافظة ديالى شمال شرق، ومحافظة واسط جنوب شرق، ومحافظة بابل جنوباً، ومحافظة الأنبار غرباً.

## المداخل
- مدخل بغداد الجنوبي خلال طريق رقم 8 سابقاً وخلال طريق المرور السريع رقم 1 (العراق) في سنة 2023: كان معدل المركبات الداخلة كلَّ ساعة خلال هذا الطريق إلى بغداد بين سنة 2014 و2017 هو 2850 مركبة، فيها 5192 راكباً.
- مدخل بغداد بعقوبة القديم: خُطط له مشروع للتوسعة والتطوير ممتد 10 كيلومترات.[2]

مرحلة من مدخل طريق بغداد المتجه إلى بعقوبة

مشروع تأهيل مدخل بغداد بعقوبة القديم

- مدخل بغداد الشمالي: وتُسمى كذلك سيطرة الشؤون، في جنوب التاجي، هي المنفذ للقادمين من الموصل، خُطط لها مشروع لمدخل بغداد الشمالي يبدأ من مجسر السايلو في التاجي حتى ناحية العبايجي شمالاً.[2] وطوله 33 كيلومتراً.[3]

مشروع تأهيل مدخل بغداد الشمالي في التاجي

- مدخل الفلوجة: من طريق الفلوجة القديم، خُطط له مشروع توسعة وتطوير ممتد 25 كيلومتراً.[2][4]

طريق اليوسفية إلى الدورة يبدأ منه مدخل بغداد للقادمين من الحلة

- مدخل بغداد الحلة: على الطريق الواصل بين بغداد ومدينة الحلّة جنوباً، خُطط له مشروع للتوسعة والتطوير ممتد 25 كيلومتراً، فيه خمسة مقاطع، محتوٍ على 8 جسور.[2][5]
- مدخل بغداد الكوت: بوابة بغداد الجنوبية الشرقية، أول مرحلة له من جسر ديالى حتى فتحة الطاقة في منطقة التويثة.

مدخل بغداد الغربي من ساحة اللقاء حتى سيطرة التبادل.

- المدخل الغربي لمدينة بغداد، في طريق الفرات السريع، طول المدخل 9 كيلومترات، يبدأ من ساحة اللقاء إلى سيطرة التبادل (سيطرة أبو غريب).[6]

## مشروع تطوير المداخل
يعاني الداخلون إلى بغداد من المحافظات المحيطة من ازدحام الشديد معرقل لا يطاق، وذلك لضيق المداخل وكثرة الشاحنات، في 25 آب سنة 2022 قالت الأمانة العامة لمجلس الوزراء العراقي "المداخل مهمة وحيوية لتواكب حضارة وتاريخ بغداد وستكون موحدة وعرض الشارع 100 متر وذات ممرين رئيسين وممرين خدميين إضافة الى الملحقات الحيوية داخل المدخل وأماكن خاصة لاستراحة المسافرين وساحات للتبادل التجاري لأن الشاحنات لن تدخل الى بغداد ضمن المدخل الرئيس الذي يبعد عن مركز العاصمة 35 كيلومترا والعمل والمتابعة مستمرة من قبل الأمانة العامة لمجلس الوزراء". وفي 28 آذار قالت الأمانة العامة إن المداخل سوف "تتضمن نقاط تفتيش إلكترونية وكاميرات…وتتضمن إنشاء بوابات رئيسة لمداخل العاصمة بغداد، وطول كل مدخل يتراوح ما بين 25 الى 30 كم، فضلاً عن تأهيل الطرق وتوسعتها وإكسائها وتأثيثها، وإنشاء جزرات وسطية وتشجير الأرصفة، وستكون هنالك عدد من المجسرات والجسور البديلة عن الاستدارات الحالية…الأعمال التطويرية شملت طريق بغداد الفلوجة بطول 32 كم ونصف، وطريق بغداد الكوت بطول 32 كم، وطريق بغداد الحلة بطول 34 كم يصل الى ناحية الإسكندرية، وطريق بغداد ديالى بطول 12 كم ويصل إلى جديدة الشط، وطريق بغداد الموصل بطول 32 كم ويصل الى قضاء الدجيل".